# Calliphora
Calliphora este un gen de muște din familia Calliphoridae.

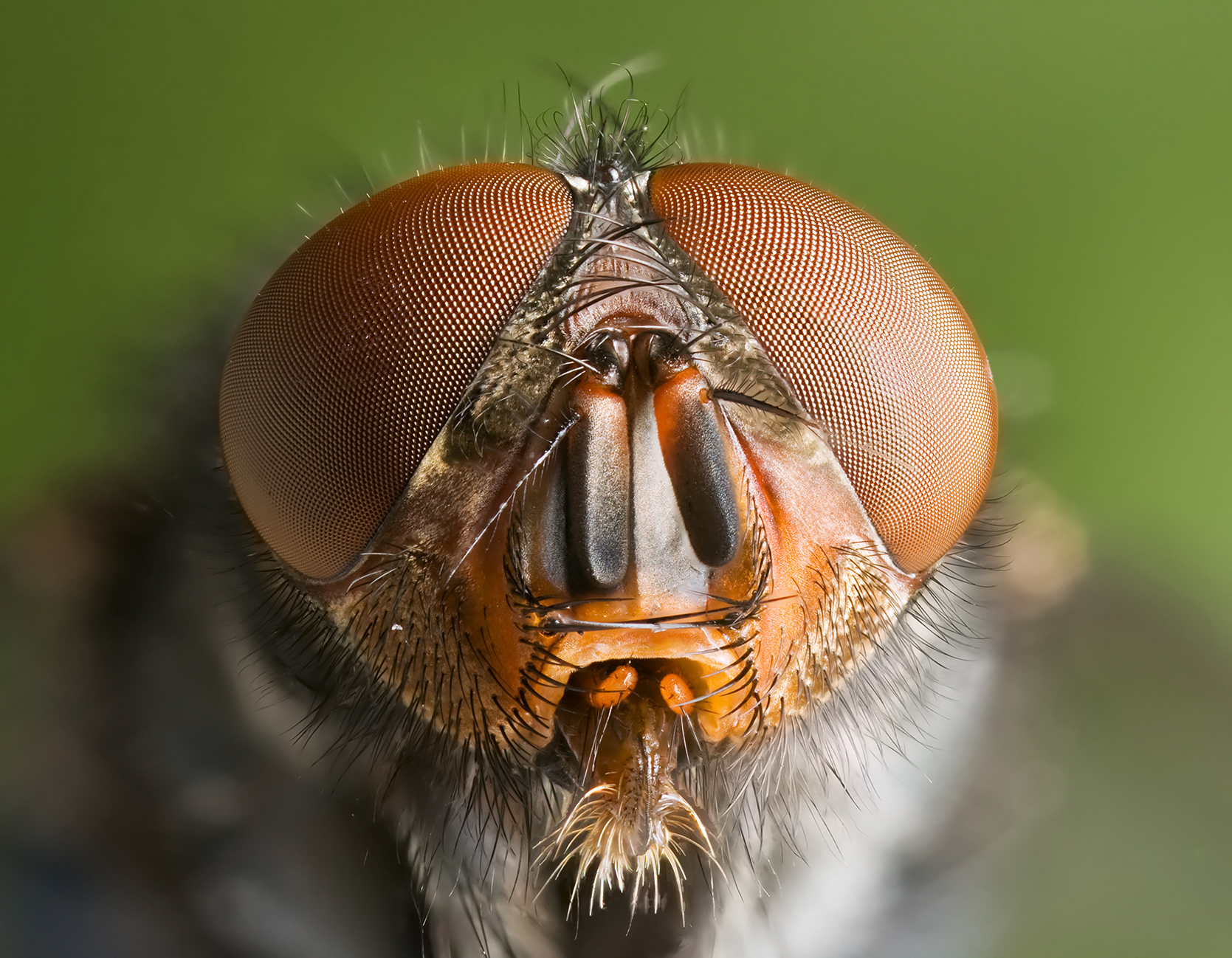
Calliphora vomitoria (detaliu)

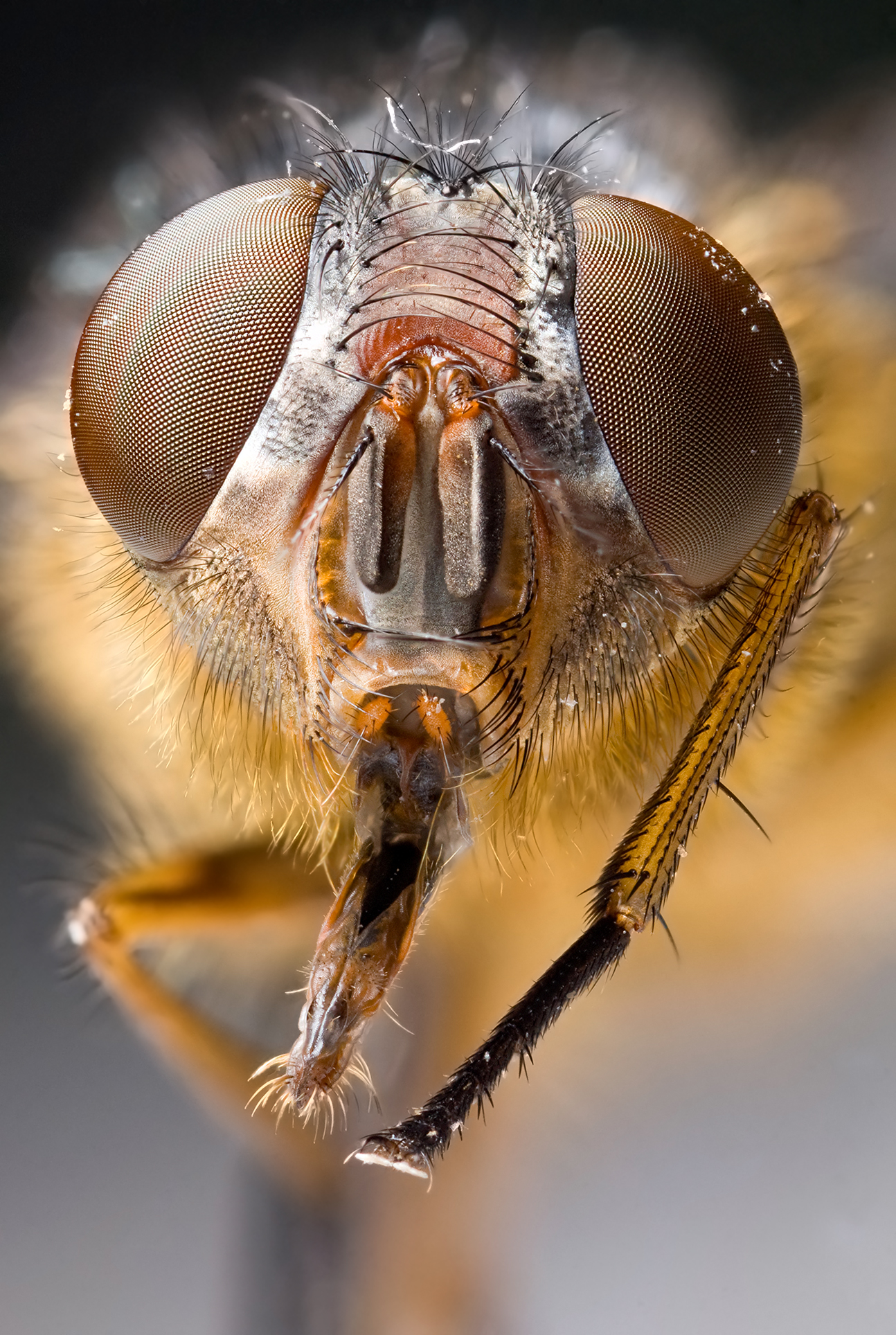
Calliphora hilli (detaliu)

## Lista speciilor
- C. algira Macquart, 1843
- C. alpina (Zetterstedt), 1845
- C. antennatis  Hutton, 1881
- C. antipodes Hutton, 1902
- C. antojuanae Mariluis, 1982
- C. aruspex Bezzi, 1927
- C. assimilis Malloch, 1927
- C. atripalpis Malloch, 1935
- C. augur newcaledoniensis Kurahashi
- C. augur (Fabricius), 1775
- C. auriventris Malloch, 1927
- C. australica Malloch, 1927
- C. axata Séguy, 1946
- C. bezzi Zumpt, 1956
- C. bryani Kurahashi, 1972
- C. calcedoniae Mariluis, 1979
- C. canimicans Hardy, 1930
- C. centralis Malloch, 1927
- C. chinghaiensis Van & Ma, 1978
- C. clarki Malloch, 1927
- C. clausa Macquart 1848
- C. clementei Iches, 1906
- C. coloradensis Hough, 1899
- C. croceipalpis Jaennicke, 1867 (Synonyms: C. antarctica Schiner, 1868, C. capensis Brauer & Bergenstamm, 1891, C. parascara Speiser, 1910)
- C. dasyophthalma Villeneuve, 1927
- C. deflexa Hardy, 1932
- C. dichromata (Bigot)
- C. dispar Macquart, 1846
- C. echinosa Grunin, 1970
- C. elliptica Macquart, 1847
- C. erectiseta Fan, 1957
- C. espiritusanta Kurahashi, 1971
- C. eudypti Hutton, 1902
- C. fulviceps papuensis Kurahashi
- C. fulviceps Lamb, 1909
- C. fulvicoxa Hardy, 1930
- C. fuscofemorata Malloch, 1927
- C. flavicauda Malloch, 1925
- C. floccosa Wulp, 1884
- C. forresti Norris, 1994
- C. franzi Zumpt, 1956
- C. fuscipennis Jaennicke, 1867
- C. genarum Zetterstedt, 1838
- C. gilesi Norris, 1994
- C. grahami Aldrich, 1930
- C. gressitti Kurahashi, 1971
- C. grisescens Villeneuve, 1933
- C. grunini Schumann, 1992
- C. hasanuddini Kurahashi & Selomo, 1997
- C. hilli fallax Hardy
- C. hilli milleri Hardy
- C. hilli Patton, 1925 (Synonyms: C fallax Hardy, 1930, C kermadecensis Kurahashi, 1971, C milleri Hardy, 1937, C tahitiensis Kurahashi, 1971)
- C. icela (Walker)
- C. insignis Curran, 1938
- C. io Zumpt, 1956
- C. irazuana Townsend, 1908
- C. javanica de Meijere, 1914
- C. kanoi Kurahashi, 1986
- C. kermadeca  Kurahashi, 1971
- C. lata Coquillett, 1898
- C. latifrons Hough, 1899
- C. leucosticta Bezzi, 1927
- C. livida Hall, 1948
- C. loewi Enderlein, 1903 (Synonyms: Onesia germanorum Villeneuve, 1907)
- C. lopesi Mello, 1962
- C. lordhowensis Kurahashi, 1987  (Synonyms: C. pseudovomitoria  Kurahashi, 1971)
- C. macleayi Malloch, 1927   (Synonyms: C. falciformis Hardy, 1932)
- C. maestrica Peris, Gonzalez-Mora & Fernandez, 1998
- C. majuscula Villeneuve, 1915
- C. malayana Malloch, 1927
- C. maritima Norris, 1994
- C. maryfullerae Hardy
- C. melinda Curran, 1929
- C. metallica Malloch, 1927
- C. minor Malloch, 1927
- C. mogii Kurahashi & Selomo, 1998
- C. morticia Shannon, 1923
- C. mumfordi Malloch, 1932
- C. neohortona Miller, 1939
- C. neozelandica Murray, 1954
- C. nigribarbis Vollenhoven, 1863
- C. nociva Hardy - Lesser brown blowfly (western)
- C. norfolka Kurahashi, 1971
- C. nothocalliphoralis Miller, 1939
- C. noumea Curran, 1929
- C. ochracea Schiner, 1868
- C. onesiodes Kurahashi, 1971
- C. papua Guerin-Vollenhoven, 1831
- C. papuensis Kurahashi, 1971
- C. pattoni Aubertin, 1931
- C. perida Hardy, 1937
- C. phacoptera Wulp, 1882
- C. plebeia Malloch, 1927
- C. popoffana Townsend, 1908
- C. porphyrina Kurahashi, 1971
- C. praepes Giglio-Tos, 1893
- C. prosternalis Malloch, 1934
- C. psudovomitoria Kurahashi, 1971
- C. pubescens Macquart, 1851
- C. quadrimaculata (Swederus)
- C. robusta Malloch, 1927
- C. rohdendorfi Grunin, 1970
- C. rostrata Robineau-Desvoidy, 1830
- C. rufipes Kurahashi
- C. salviaga Bezzi
- C. simulata Malloch, 1932
- C. sternalis Malloch
- C. stygia laemica (White)
- C. stygia rufipes Macquart
- C. stygia (Fabricius) - Common brown blowfly
- C. subalpina (Ringdahl), 1931
- C. tasmaniae Kurahashi
- C. terranovae Macquart, 1851
- C. toxopeusi Theowald, 1957
- C. uralensis Villeneuve, 1922 (Synonyms: C. pseudoerythrocephala Kramer, 1928, C. turanica Rohdendorf, 1926)
- C. varifrons Malloch, 1932
- C. vicina Robineau-Desvoidy, 1830 (Synonyms: C. insidiosa Robineau-Desvoidy, 1863, C. monspeliaca Robineau-Desvoidy, 1830, C. musca Robineau-Desvoidy, 1830, C. nana Robineau-Desvoidy, 1830, C. rufifacies Macquart, 1851, C. spitzbergensis Robineau-Desvoidy, 1830, Musca aucta Walker, 1852, Musca erythrocephala Meigen, 1826, Musca thuscia Walker, 1849)
- C. viridescens Robineau-Desvoidy, 1830
- C. viridiventris (Malloch)
- C. vomitoria (Linnaeus, 1758)
- C. vomitoria antarctica Schiner,
- C. xanthura Bigot
- C. yezoana Matsumara